# Nan-kan
Nan-kan (znaky: 南竿; tongyong pinyin: Nángan; hanyu pinyin: Nángān) je město v Čínské republice (Tchaj-wanu), leží na stejnojmenném ostrově v souostroví Ma-cu. Ve správním systému Čínské republiky je hlavním městem okresu Lien-ťiang.
Poblíž vesnice Ťie-šou se nachází komerční Letiště Nan-kan (南竿機場; IATA: není; ICAO: RCFG), jediné na ostrově. Je spravované společností Uni Air a odbavuje vnitrostátní lety do Tchaj-peje (Letiště Sung-šan; 臺北松山機場).